# Rock Ferry
Rock Ferry – wieś w Anglii, w hrabstwie ceremonialnym Merseyside, w dystrykcie metropolitalnym Wirral. Leży 4 km na południowy zachód od centrum Liverpool i 285 km na północny zachód od Londynu. W 2001 miejscowość liczyła 13 676 mieszkańców.